# Mégaséismes du méga-chevauchement de Nankai
Le méga-chevauchement de Nankai (南海トラフ巨大地震, Nankai Torafu Kyodai Jishin) est une faille, source de mégaséismes, sous la fosse de Nankai, qui forme la jonction entre la plaque plongeante de la mer des Philippines et la plaque chevauchante de l'Amour (portion de la plaque eurasiatique), qui plonge sous le sud-ouest de l'île de Honshū au Japon. La faille se divise en cinq segments dans trois zones, d'ouest en est, Nankai, Tōnankai, et Tōkai. Ces segments se rompent séparément ou en combinaison, en fonction de l'emplacement de l'épicentre.

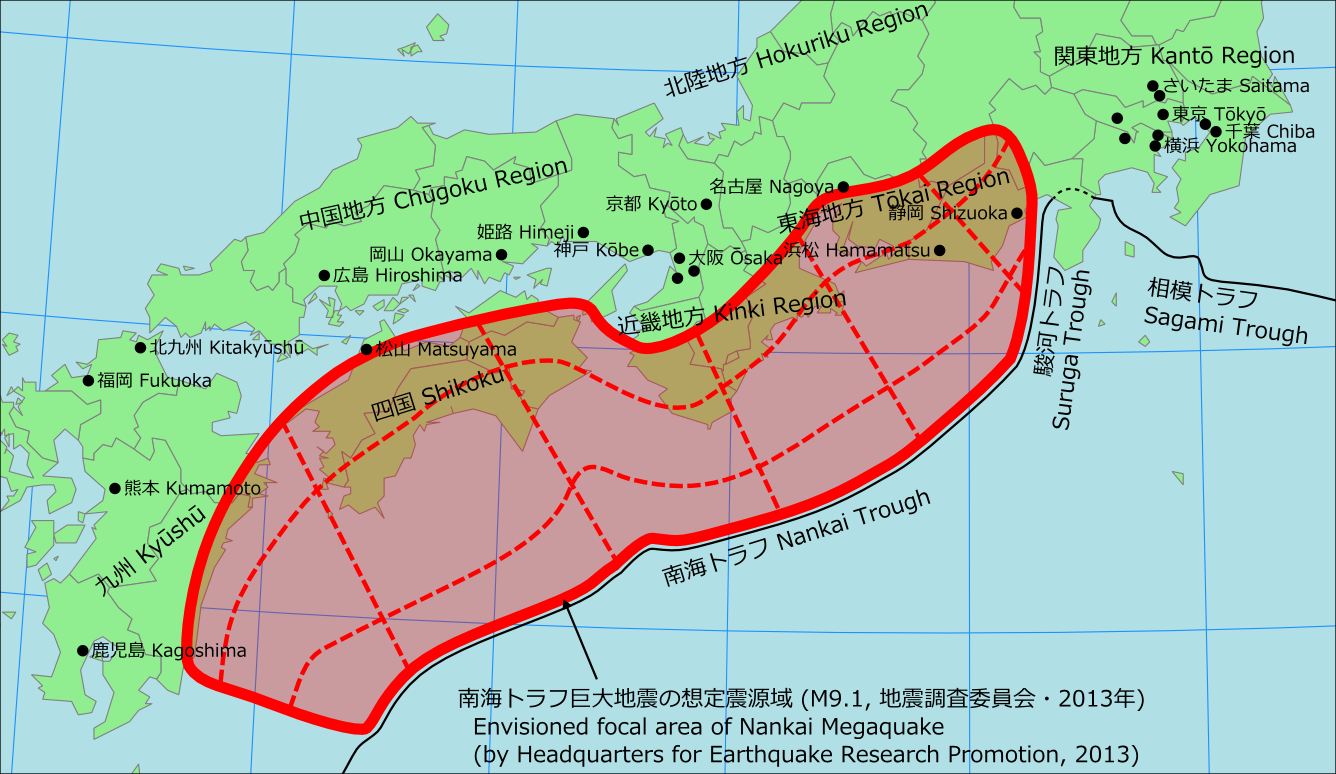
Zone de déclenchement probable d'un mégaséisme de magnitude 9.1 le long du méga-chevauchement.

Les séismes se produisent avec une période de retour d'environ 90 à 200 ans et se produisent souvent par paires : une rupture le long d'une partie de la faille est suivie d'une rupture ailleurs sur la faille, notamment le tremblement de terre d'Ansei-Tōkai de 1854 et celui d'Ansei-Nankai de 1854 le lendemain, et le séisme de Tōnankai en 1944, suivi du séime de Nankaidō en 1946. Dans un seul cas reporté, le tremblement de terre de Hōei de 1707, la faille s'est rompue sur toute sa longueur. Tous ces grands tremblements de terre ont entraîné des tsunamis dévastateurs, plus particulièrement en raison de la concentration de la population japonaise dans le corridor du Tōkaidō, en particulier dans les villes côtières de Tokyo, Yokohama et Osaka, les trois villes les plus peuplées du Japon. La zone reste active sur le plan sismique et de futurs tremblements de terre sont attendus, avec un risque élevé de tremblement de terre à Nankai dans un avenir proche, qui pourrait être potentiellement très dévastateur.

## Situation géographique
La fosse de Nankai est l'expression en surface de la zone de subduction entre les plaques philippine et de l'Amour. Honshū elle-même est formée à partir de l’arc insulaire développé sur la plaque subductrice. La bordure de la méga-poussée s'étend sur environ 700 km depuis l'extrémité sud de Kyūshū jusqu'à la triple jonction avec la plaque d'Okhotsk près du mont Fuji. À son extrémité sud-ouest, il y a une autre triple jonction, où la plaque dominante devient la plaque d'Okinawa.